# 龍生ダム
龍生ダム（りゅういダム）は、福島県岩瀬郡天栄村龍生にある阿武隈川水系釈迦堂川に建設された灌漑・洪水調整（防災）用ダムである。

## 概要
ダム天端は立ち入り禁止になっているが、ダム前面の階段で放水口の近くまで行ける。ダムの袂には広戸川ダムという記念碑がある。

## 写真

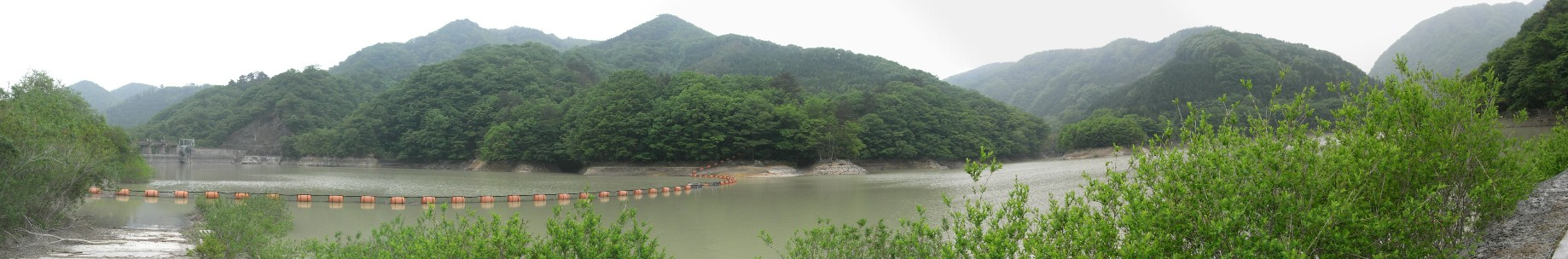
龍生湖パノラマ
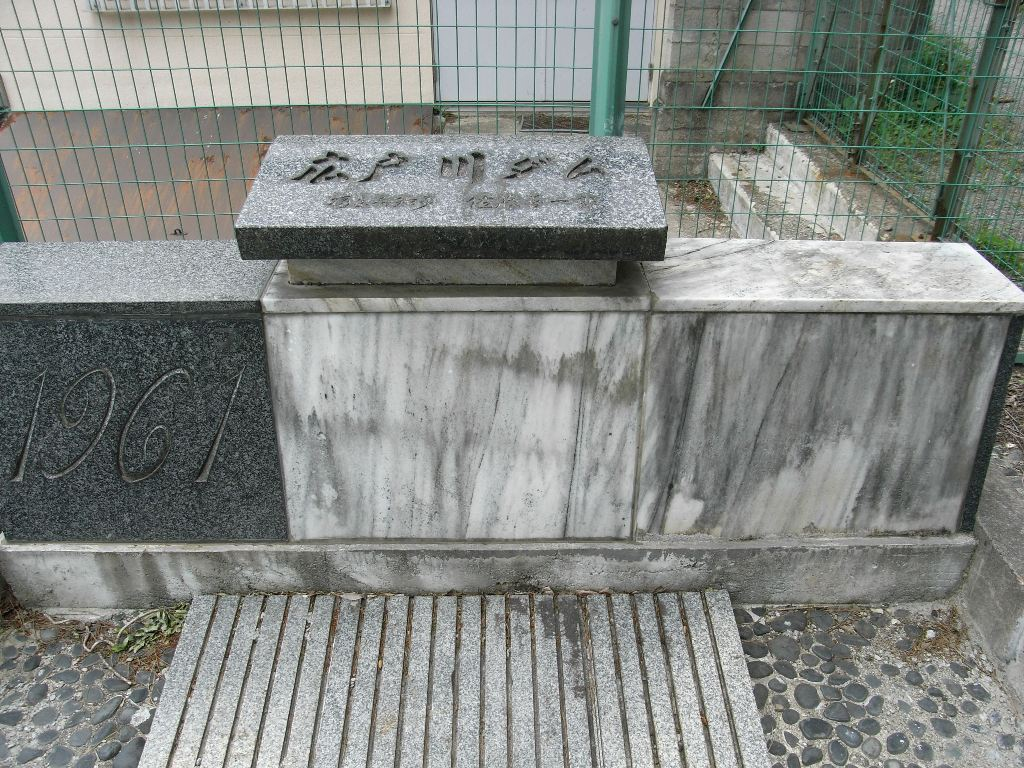
龍生ダム（広戸川ダム記念碑）